# Sophie Thompson
Sophie Thompson (Londres, 20 de janeiro de 1962) é uma atriz britânica, mais conhecida por sua participação em Quatro Casamentos e Um Funeral.

## Biografia
Sophie é filha do ator Eric Thompson e da apresentadora de televisão, Phyllida Law. É irmã da atriz Emma Thompson.
Foi casada com o também ator Richard Lumsden entre 1995 a 2015, e tiveram duas filhas.
Começou a carreira em 1978 ao atuar em cinco episódios da série A Traveler in Time; ainda na televisão fez aparições em episódios de Mr. Bean e de Poirot; em EastEnders fez o papel de Stella Crawford (2006 e 2007); em Coronation Street fez a psiquiatra . Também atuou no teatro, recebendo o Prémio Laurence Olivier por sua atuação em Into the Woods.
No cinema teve suas principais atuações em Emma, Eat Pray Love e uma aparição em Harry Potter e as Relíquias da Morte, além de fazer Lydia em Quatro Casamentos e Um Funeral.
Sophie publicou dois livros: "My Family Kitchen", de culinária, e "Zoo Boy", infantil.